# Vulcana-Pandele
Vulcana-Pandele is een Roemeense gemeente in het district Dâmbovița.
Vulcana-Pandele telt 5028 inwoners.